# Bolitoglossa huehuetenanguensis
Bolitoglossa huehuetenanguensis é uma espécie de anfíbio caudado da família Plethodontidae. Está presente na Guatemala. A UICN classificou-a como deficiente de dados.